# Gurbănești
Gurbănești is een Roemeense gemeente in het district Călărași.
Gurbănești telt 1510 inwoners.